# 陳世輔
陳世輔（1487年—？年），字汝鄰，南直隶凤阳府定遠縣軍籍凤阳中卫人。

## 生平
治《書經》，行一，由國子生中式正德五年（1510年）庚午科應天府鄉試第三十五名舉人，年三十七歲中式嘉靖二年（1523年）癸未科會試第七十五名，第三甲第一百二十一名進士。除南昌知縣，温厚慈祥，視民如子。县里有兄弟爭夺財産者，世輔且諭且泣，兄弟二人最後以田相讓。庭無滯案，治行為先後南昌之最。

## 家族
曾祖陈源。祖父陈斐。父陈显，義官。母柴氏。慈侍下。弟世弼、世聯、世舉、世芳、世賢。